# Rio Cambaí
O Rio Cambaí ou Arroio Cambaí é um curso de água localizado na cidade de Itaqui RS. Ele é um afluente do Rio Uruguai e é principalmente usado na irrigação das lavouras de arroz da cidade

## Etimologia
A palavra Cambaí é uma composição de origem indígena que na linguagem tupi significa: "Rio dos Negros".